# Форестпорт (Нью-Йорк)
Форестпорт (англ. Forestport) — місто (англ. town) в США, в окрузі Онейда штату Нью-Йорк. Населення — 1477 осіб (2020).

## Демографія
Згідно з переписом 2010 року, у місті мешкало 1535 осіб у 687 домогосподарствах у складі 441 родини. Було 2044 помешкання
Расовий склад населення:
| - 97,9 % — білих - 0,3 % — корінних американців - 0,2 % — чорних або афроамериканців - 0,1 % — азіатів |

До двох чи більше рас належало 1,2 %. Частка іспаномовних становила 0,6 % від усіх жителів.
За віковим діапазоном населення розподілялося таким чином: 18,8 % — особи молодші 18 років, 63,3 % — особи у віці 18—64 років, 17,9 % — особи у віці 65 років та старші. Медіана віку мешканця становила 48,5 року. На 100 осіб жіночої статі у місті припадало 105,8 чоловіків;  на 100 жінок у віці від 18 років та старших — 104,8 чоловіків також старших 18 років.
Середній дохід на одне домашнє господарство  становив 61 832 долари США (медіана — 51 250), а середній дохід на одну сім'ю — 74 816 доларів (медіана — 66 118). Медіана доходів становила 47 865 доларів для чоловіків та 41 806 доларів для жінок. За межею бідності перебувало 12,0 % осіб, у тому числі 35,8 % дітей у віці до 18 років та 3,5 % осіб у віці 65 років та старших.
Цивільне працевлаштоване населення становило 659 осіб. Основні галузі зайнятості: освіта, охорона здоров'я та соціальна допомога — 20,5 %, мистецтво, розваги та відпочинок — 16,5 %, будівництво — 14,4 %.